# ジャン・デュ・ヴェルジエ・ド・オーランヌ

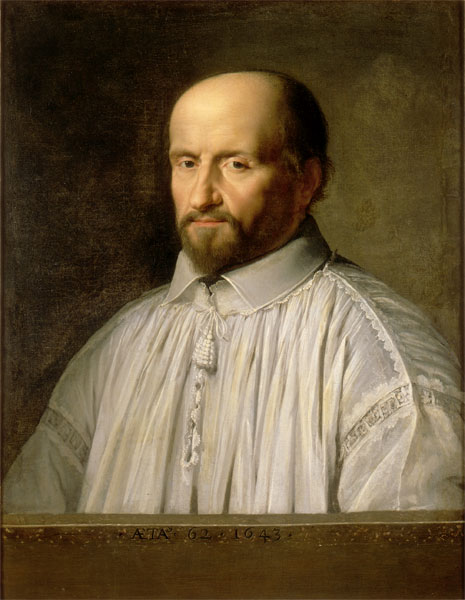
ジャン・デュ・ヴェルジエ・ド・オーランヌ肖像画

ジャン・デュ・ヴェルジエ・ド・オーランヌ（英: Jean du Vergier de Hauranne 1581年 - 1643年10月6日）はサン・シラン・アン・ブレンヌ修道院（フランス語: Abbaye de Saint-Cyran-en-Brenne）の修道院長であったが、それを略して「サン＝シラン」と呼ばれることが多いキリスト教カソリックの司祭であった。フランスにジャンセニスムを広く布教したことで知られている。

## 生涯
ヴェルジエは、ピレネー＝アトランティック県バイヨンヌ市のガスコーニュ（Gascon）とバスク（Basque）の商人の家に生まれ、アジャン（Agen）のイエズス会で学んだ。16歳でソルボンヌ大学に留学し、その後カトリックのルーベン大学（フランス語: Université de Louvain (1425-1797)）で神学を学んだ。そこでコルネリウス・ヤンセンと親交を深め、裕福であったヴェルジエは長年ヤンセンの後援者となり、1606年にヤンセンに家庭教師の職を与えた。
2年後、ヴェルジエはヤンセンのためにバイヨンヌの司教大学で教える職を手に入れた。二人は1611年から1614年まで、ヤンセンの家族の家に隠遁して教父の研究を共にし、特にアウグスティヌスの思想に焦点を当てた研究を行った。ヤンセンは1614年にバイヨンヌを離れ、ネーデルラント連邦共和国に帰国した。
1617年、ヴェルジエはポワティエ大司教区（フランス語: Liste des évêques et archevêques de Poitiers）のアンリ＝ルイ・シャスティニエ・ド・ラ・ロッシュ＝ポゼ（フランス語: Henri-Louis Chasteigner de La Roche-Posay）の招きでバイヨンヌを去り、すぐに同教区の指導的人物となった。そして1618年に司祭に叙階された。1620年にサン＝シラン修道院の勧奨修道院長（英語: Commendatory abbot）となった。その後はサン＝シランのアベと呼ばれるようになった。しかしサン＝シランは修道院にほとんど居住しなかった。同年、神秘主義者のシャルル・ド・コンドレン（フランス語: Charles de Condren）と知り合い、彼を通してオラトリオ会の創始者ピエール・ド・ベルル（フランス語: Pierre de Bérulle）と知り合い、その影響を受けてアウグスティノ派のキリスト中心主義を採用した。彼はまたロバート・アルノー・ダンディリーと友人になり、彼を通してアルノー家（フランス語: Famille Arnauld）とつながりを持つようになった。
ヴェルジエはヤンセンとの文通を続け、ジャンセニスムの教えの源泉となる著書『アウグスティヌス』の執筆をサポートした。また、ポール・ロワイヤル修道院の修道女たちの霊的指導者および聴罪司祭にも就任した。この修道院の歴史において、アルノー家は重要な役割を果たした。1633年から1636年にかけてのヴェルジエの指導の下、ポール・ロワイヤル修道院はジャンセニスムの中心地となった。
1629年に友人ベルルが亡くなった後、ヴェルジエはパリ高等法院と同盟を結んだ信奉者集団の指導者となり、フランス首相リシュリュー枢機卿と対立することになった。1638年、リシュリューはヴェルジエをヴァンセンヌに投獄し、1642年にリシュリューが亡くなるまで投獄され続けていた。ヴェルジエ自身は、前年にローマ教皇ウルバヌス8世がヤンセンの教えを非難したことを聞くまで生きており、1643年にパリでまもなく亡くなった。

## 功績と思想
サン＝シランはヤンセンと共に、神への愛こそが根本であり、単なる不完全な悔悟ではなく、真の悔悟のみが人を救うことができると主張した。悔悟と消耗の役割をめぐる論争は、彼の投獄のきっかけの一つであった。しかし、キリスト教世界の中で、流れに逆らっても自らの信じることを断言しようとする決意が信仰の純質であると考えた。